# Infinite Health
Infinite Health – szósty album studyjny (lub siódmy, jeśli liczyć Sunrise Projector jako debiut) Tycho, wydany 30 sierpnia 2024 roku przez wytwórnie muzyczne Mom + Pop Music (w USA) i Ninja Tune (w Wielkiej Brytanii).

## Album

### Historia i muzyka
Pod koniec czerwca 2024 roku Scott Hansen zapowiedział wydanie 30 sierpnia swojego nowego albumu pod pseudonimem Tycho, Infinite Health. Współproducentami byli wspólnie z nim Chris Taylor z zespołu Grizzly Bear i gitarzysta Zac Brown z zespołu Tycho. Jako podstawę albumu muzyk wykorzystał „bębny, perkusję i elementy rytmiczne”. Słyszalne były one już w otwierającym album utworze „Consciousness Felt”, z brzmieniem vintage’owych syntezatorów i rytmem alternatywnego rocka. Inne utwory, takie jak „Phantom”, były bardziej taneczne. „Devices” zbliżony był charakterem do muzyki trance, a chill-funkowy utwór tytułowy – do stylu Coma Truise’a. „DX Odyssey” zawierał jedną z najbardziej imponujących partii syntezatorów na albumie, z kolei brzmiący agresywnie „Totem” przypominał hymn rockowy z lat 80., połączony z francuskim house’em. Takie podejście oznaczało powrót muzyka do metod produkcji znanych z jego wcześniejszych prac. (W 2019 roku na albumie Weather, po raz pierwszy dodał on teksty do muzyki). Singlem promującym album był „Phantom”. Hansen stwierdził, że spędził nad tym utworem więcej godzin niż nad jakimkolwiek innym na płycie. Chciał żeby utwór ten był „mieszanką świateł w nocnym klubie z nieznaną istotą”. Tematem nagrania było pogodzenie się ze śmiertelnością, która uosabia fantom-widmo. 
Artysta zapowiedział jednocześnie trasę koncertową Infinite Health Tour po Ameryce Północnej, pierwszą od pięciu lat. Poświęcona promocji nowego albumu trasa rozpocznie się w 13 września w Ogden w stanie Utah, a zakończy się 16 listopada w Minneapolis w stanie Minnesota.

### Lista utworów
Zestaw utworów na CD:
| 1. | Consciousness Felt | 3:12  |
|    |                    |       |
| 2. | Phantom            | 4:35  |
|    |                    |       |
| 3. | Restraint          | 3:06  |
|    |                    |       |
| 4. | Devices            | 5:02  |
|    |                    |       |
| 5. | Infinite Health    | 3:41  |
|    |                    |       |
| 6. | Green              | 4:27  |
|    |                    |       |
| 7. | Dx Odyssey         | 3:17  |
|    |                    |       |
| 8. | Totem              | 3:33  |
|    |                    |       |
| 9. | Epilogue           | 1:48  |
|    |                    |       |
|    |                    | 32:41 |
|    |                    |       |

## Odbiór

### Opinie krytyków
| Oceny łączne         | Oceny łączne |
| Publikacja           | Ocena        |
| -------------------- | ------------ |
| Album of the Year    | 70/100       |
| Metacritic           | 72/100       |
| Recenzje             |              |
| Publikacja           | Ocena        |
| AllMusic             | [ 2 ]        |
| Clash                | 7/10         |
| Exclaim!             | 8/10         |
| The Line of Best Fit | 6/10         |

Album otrzymał następujące oceny średnie w serwisach agregujących recenzje: 70/100 w Album of the Year (na podstawie 4 recenzji krytycznych) i 72/100 w Metacritic z komentarzem „ogólnie korzystne recenzje” (na podstawie tych samych 4 recenzji).
Zdaniem Paula Simpsona z AllMusic Infinite Health „oferuje na tyle dużą różnorodność stylu, że nie odnosi się wrażenia, że Hansen ciągle powtarza stare schematy, choć jest to jedna z jego najbardziej nostalgicznych prac”.
Tom Morgan z magazynu Clash ocenia, że Infinite Health „to jednak ostro skonstruowane i wciągające (choć lekkie) ćwiczenie w skąpanej w słońcu, delikatnej elektronice.(…) Wibracje są magiczne, emocje odżywcze, ale nigdy nie są zbyt namacalne, a obrazy, które wyczarowuje, sprawiają, że widzisz świat w lepszym świetle. Trudno wymagać czegoś więcej”.
Sam Eeckhout z magazynuThe Line of Best Fit analizując album stwierdza, że jest to „33-minutowa podróż przez pozytywność i równowagę”, „spójne dzieło”, ale „również takie, które rzadko zbacza z drogi. Brakuje [w nim] wyróżniających się momentów (…), które podniosłyby doświadczenie z po prostu przyjemnego do czegoś głębszego. Trudno odróżnić utwory, ponieważ wszystkie płynnie łączą się ze sobą, tworząc pejzaż dźwiękowy, który, choć niewątpliwie piękny, wydaje się nieco płaski”. W podsumowaniu recenzent wyraża opinię, że album jest „odbiciem artysty, który znalazł swój rytm i czuje się komfortowo, pozostając w nim”, a zawarta na nim muzyka to „kojące, podnoszące na duchu słuchanie, idealne na te chwile, kiedy potrzebujesz delikatnej, pozytywnej obecności w tle”.
„Infinite Health to lecznicza muzyka dla duszy. Santé!” – stwierdza Dylan Barnabe z magazynu Exclaim!.

### Listy tygodniowe
| Kraj              | Lista                            | Pozycja |
| ----------------- | -------------------------------- | ------- |
| Stany Zjednoczone | Top Dance/Electronic Albums      | 12      |
| Stany Zjednoczone | Top Current Albums Sales         | 32      |
| Stany Zjednoczone | Top Album Sales                  | 39      |
| Wielka Brytania   | Independent Album Breakers Chart | 8       |
| Wielka Brytania   | Independent Albums Chart         | 36      |